# Russia: The Great War in the East 1941-1945
Russia: The Great War in the East 1941-1945 est un jeu vidéo de type wargame développé et publié par Strategic Studies Group en 1987 sur Apple II et Commodore 64. Le jeu simule les affrontements sur le front de l’Est pendant la Seconde Guerre mondiale,.

## Accueil
| Russia: The Great War in the East |      |       |
| Média                             | Nat. | Notes |
| Commodore User                    | US   | 8/10  |
| Computer and Video Games          | US   | 5/10  |
| Zzap!64                           | GB   | 91 %  |

Russia est notamment élu « meilleur jeu de stratégie » de l'année 1987 par les lecteurs du magazine Zzap!64.